# Pałac Biskupów Rzeszowskich
Pałac Biskupów Rzeszowskich – pałac zlokalizowany w ścisłym centrum miasta, przy ulicy ks. Jałowego, wybudowany dla rodziny Karpińskich według projektu Józefa Kwiatkowskiego. Założenie zakładało powstanie historyzującej formy w stylu polskiego dworku. Obecnie budynek jest własnością diecezji rzeszowskiej.